# Államok vezetőinek listája 907-ben
Ezen az oldalon az i. sz. 907-ben fennálló államok vezetőinek névsora olvasható földrészek, majd országok szerinti bontásban.

## Európa
- Asztúriai Királyság
  - Király: III. Alfonz (866–910)
  - Portugál Grófság
    - Gróf: Lucídio Vimaranes (873–924)
- Bizánci Birodalom
  - Császár: VI. León (886–912)
- Bolgár Kánság
  - Fejedelem: I. Simeon (893–927)
- Breton Hercegség
  - Herceg: I. Alain (876-907)
  - Herceg: Gourmaëlon (907-913)
- Burgundiai Királyság
  - Király: I. Rudolf (888–912)
- Córdobai Emirátus
  - Emír: Abdullah (888–912)
- Cseh Fejedelemség
  - Fejedelem: I. Spytihněv (889-915)
- Keleti Frank Királyság
  - Király: IV. Lajos (900–911)
  - Bajor Hercegség
    - Herceg: I. Arnulf (907–937)

  - Karantánia
    - Őrgróf: Luitpold (893–907)

  - Szászország
    - Herceg: I. Ottó (880-912)
- Nyugati Frank Királyság
  - Király: III. Károly (898–922)
  - Toulouse-i Grófság
    - Gróf: Odó (885–919)

  - Flandriai Grófság
    - Őrgróf: II. Balduin (879–918)
- Itáliai Királyság
  - Király: I. Berengár (887–924)
  - Toszkánai Őrgrófság
    - Őrgróf: II. Adalbert (886–915)
- Horvát Fejedelemség
  - Fejedelem: Muncimir (892-910)
- Magyar Fejedelemség
  - Fejedelem: Árpád (896-907)
  - Fejedelem: Zolta (907–947)
- Navarra
  - Király: I. Sancho (905–925)
- Nápolyi Hercegség
  - Herceg: IV. Gergely (898–915)
- Norvég Királyság
  - Király: I. Harald (872–933)
- Kijevi Rusz
  - Fejedelem: Oleg (879–912)
- Pápai Állam
  - Pápa: III. Sergius (904–911)
- Provence
  - Király: Vak Lajos (890-928)
- Salernói Hercegség
  - Herceg: I. Guaimar (901–946)
- Szerb Fejedelemség
  - Fejedelem: Petar (892-917)
- Velencei Köztársaság
  - Dózse: Pietro Tribuno (887-911)

### Britannia
- Gwynedd
  - Király: Anarawd ap Rhodri (878–916)
- Mercia
  - Király: II. Æthelred (879–911)
- Powys
  -     - Herceg: Llywelyn ap Merfyn (900–942)
- Skót Királyság
  - Király: II. Konstantin (900–943)
- Angol Királyság
  - Király: I. Eduárd (899–924)

## Ázsia
- Abbászida Kalifátus
  - Kalifa: Al-Muktafí (902–908)
- Ibériai Királyság
  - Király: IV. Adarnasze (888–923)
- India
  - Anuradhapura
    - Király: I. Udaja (901–912)

  - Csóla Birodalom
    - Király: Athiththa (881–907)
    - Király: I. Paranthaha (907–955)

  - Pála-dinasztia
    - Király: Narajanapála (854–908)

  - Pándja-dinasztia
    - Király: II. Maravarman Radzsaszimha (900–920)

  - Pratihara-dinasztia
    - Király: I. Mahendrapala (885–908)

  - Rástrakúta-dinasztia
    - Király: II. Krisna Akalavarsa (878–914)
- Japán
  - Császár: Daigo (897–930)
- Khmer Birodalom
  - Király: I. Jaszovarman (890–910)
- Kína (Öt dinasztia és tíz királyság kora)
  - (Tang-dinasztia)
    - Császár: Tang Aj-ti (904–907)

  - Kései Liang-dinasztia
    - Császár: Csu Ven (907–912)

  - Kitan Kaganátus
    - Kagán: Apaocsi (907–926)
- Korea
  - Silla
    - Király: Hjogong (897–912)

  - Palhe
    - Király: Te Inszon (907–926)

  - Kései Pekcse
    - Király: Kjon Hvon (892-935)

  - Tebong
    - Király: Kung Je 8901-918)
- Mataram
  - Király: Balitung (898–910)
- Örmény Királyság
  - Király: I. Szmbat (890–914)
- Pagani Királyság
  - Király: Szale Nahvé (906-915)
- Szaffáridák
  - Emír: Táhir ibn Muhammad ibn Amr (900–909)
- Számánidák
  - Emír: Iszmail Számáni (892-907)
  - Emír: Ahmad Számáni (907–914)

## Afrika
- Aglabidák
  - Emír: III. Zijadat Alláh (903–909)
- Idríszidák
  - Emír: IV. Jahjá ibn Idrísz (905–919)
- Rusztamidák
  - Imám: Jakúb ibn Aflah (kb. 903–907)
  - Imám: Jakzan ibn Muhammad (907–909)

## Fordítás
- Ez a szócikk részben vagy egészben  a   Liste der Staatsoberhäupter 907 című német Wikipédia-szócikk ezen változatának fordításán alapul.  Az eredeti cikk szerkesztőit annak laptörténete sorolja fel. Ez a jelzés csupán a megfogalmazás eredetét és a szerzői jogokat jelzi, nem szolgál a cikkben szereplő információk forrásmegjelöléseként.